# Vassos Falireas
Vassos Falireas (grec: Βάσος Φαληρέας; Atenes, 1905- Tessalònica, 7 d'octubre de 1979) va ser un escultor grec. És el responsable del disseny de moltes monedes gregues.

## Biografia
Va estudiar belles arts a l'Escola de Belles Arts d'Atenes, es va llicenciar el 1929 i l'any següent va emigrar a París on va viure durant 6 anys. Durant la seva estança a la capital francesa va exposar diverses obres i va rebre diversos distintius.
Arrant la Segona Guerra Mundial moltes de les seves obres es van destruir.
El 1955 va dissenyar i crear una escultura de Leònides I que es troba al pas de les Termòpiles.